# UCI Europe Tour
UCI Europe Tour är en av de fem "UCI Continental circuits" som administreras av det internationella cykelförbundet Union Cycliste Internationale (UCI) och utgörs av cykeltävlingar som av UCI rankas på nivån närmast under UCI World Tour (från 2011, innan dess UCI Pro Tour) och UCI ProSeries. UCI Europe Tour, som instiftades 2005, innefattade 2019 cirka 230 tävlingar som kördes i Europa och rankades direkt under UCI World Tour. Men, 2020 bildades UCI ProSeries genom att de tävlingar som tidigare kategoriserades som 1.HC eller 2.HC, och även några ur kategorierna 1.1 och 2.1, fördes över till denna nya serie och UCI Europe Tour blev därigenom en tredje nivå under UCI World Tour och UCI ProSeries.

## Till och med 2019

### Kategorier
Tävlingarna delades dels in i endagslopp och etapplopp, och dels efter en tregradig statusskala. Kategorin angavs som "X.Y", där X talar om det är ett endagslopp (X=1) eller ett etapplopp (X=2), medan Y angav "status" i en tregradig skala (med beteckningar hämtade från stigningskategorierna i etapplopp): finast är "HC" (franska "Hors Categorie") och därefter följer 1 och 2. Det fanns alltså sex kategoribeteckningar totalt: "2.HC", "2.1" och "2.2" i fallande statusskala för etapploppen och "1.HC", "1.1" och "1.2" i fallande statusskala för endagsloppen. Beroende på kategoritillhörigheten utdelades rankingpoäng enligt olika tabeller (i etapplopp ges även poäng för placeringar i etapperna och innehav av ledartröjan).

### Tävlingar i kategorierna 1.HC och 2.HC
| Endagslopp 1.HC 2019 Trofeo Laigueglia Clásica de Almería Kuurne-Bruxelles-Kuurne Gran Premio Industria e Artigianato di Larciano Ronde van Drenthe Nokere Koerse Bredene Koksijde Classic Grand Prix de Denain Scheldeprijs Brabantse Pijl (La Flèche Brabançonne) Brussels Cycling Classic Grand Prix de Fourmies Primus Classic Münsterland Giro Giro dell'Emilia Gran Premio Bruno Beghelli Tre Valli Varesine Milano-Torino Gran Piemonte Paris-Tours | Etapplopp 2.HC 2019 Volta ao Algarve Vuelta a Andalucia (Ruta Del Sol) Tour of the Alps Tour of Yorkshire 4 Jours de Dunkerque Tour of Norway Tour de Luxembourg Baloise Belgium Tour Tour of Slovenia Tour de Wallonie Vuelta a Burgos Arctic Race of Norway PostNord Danmark Rundt Deutschland Tour Tour of Britain |

## "Vinnare"
Med "vinnare" avses i tabellen den cyklist, det stall eller den nation som samlat flest rankingpoäng i UCI Europe Tour under året, det vill säga är förstarankade vid årsskiftet.
| År   | Individuell segrare  | Vinnande stall               | Vinnande nation |
| ---- | -------------------- | ---------------------------- | --------------- |
| 2005 | Murilo Fischer       | Ceramica Panaria-Navigare    | Italien         |
| 2006 | Nico Eeckhout        | Acqua & Sapone               | Italien         |
| 2007 | Alessandro Bertolini | Rabobank Continental         | Italien         |
| 2008 | Enrico Gasparotto    | Acqua & Sapone-Caffè Mokambo | Italien         |
| 2009 | Giovanni Visconti    | Agritubel                    | Italien         |
| 2010 | Giovanni Visconti    | Vacansoleil                  | Italien         |
| 2011 | Giovanni Visconti    | FDJ                          | Italien         |
| 2012 | John Degenkolb       | Saur-Sojasun                 | Italien         |
| 2013 | Riccardo Zoidl       | Team Europcar                | Frankrike       |
| 2014 | Tom Van Asbroeck     | Topsport Vlaanderen-Baloise  | Italien         |
| 2015 | Nacer Bouhanni       | Topsport Vlaanderen-Baloise  | Belgien         |
| 2016 | Baptiste Planckaert  | Wanty-Groupe Gobert          | Belgien         |
| 2017 | Nacer Bouhanni       | Wanty-Groupe Gobert          | Frankrike       |
| 2018 | Hugo Hofstetter      | Wanty-Groupe Gobert          | Belgien         |
| 2019 | Primož Roglič        | Total Direct Énergie         | Belgien         |
| 2020 | Primož Roglič        | Alpecin-Fenix                | Frankrike       |
| 2021 | Tadej Pogačar        | Alpecin-Fenix                | Belgien         |
| 2022 | Tadej Pogačar        | Alpecin-Fenix                | Belgien         |
| 2023 | Tadej Pogačar        | Lotto Dstny                  | Belgien         |
| 2024 | Tadej Pogačar        | Lotto Dstny                  | Belgien         |